# Headhunter Blitz
Headhunter Blitz ist eine Best-of-Kompilation der schweizerischen Hard-Rock-Band Krokus.

## Hintergrund
Headhunter Blitz ist nach drei durch Ariola bzw. Arista veröffentlichte Zusammenstellungen die insgesamt vierte Best-of-Kompilation von Krokus. Allerdings wurde dieses mit der Plakette „Priceless Collection“ versehene, also zum Sparpreis angebotene Best-of-Album, das in zwei verschiedenen Coverartworks erhältlich ist, von den Plattenfirmen Collectables und BMG veröffentlicht, zwei Labels die die Band nie regulär unter Vertrag hatten. Im Gegensatz zur zwei Jahre früher erschienenen Zusammenstellung The Definitive Collection handelt es sich bei den auf Headhunter Blitz enthaltenen Songs nicht um digital remasterte Versionen, sondern um die Originalaufnahmen. Die Zusammenstellung, die in der Diskographie der offiziellen Webseite der Band nicht aufgelistet ist, enthält Songs der Studioalben von 1982 bis 1986, also von One Vice at a Time bis Change of Address. Mehrheitlich ist diese Zusammenstellung kritisch zu bewerten, da sie ebenso wie Stayed Awake All Night: The Best Of nur zehn Songs enthält, von denen wiederum vier Coverversionen sind.

## Titelliste
1. Midnite Maniac (3:59) (Marc Storace/Fernando von Arb) (von The Blitz)
2. Eat the Rich (4:14) (von Arb/Chris von Rohr/Storace/Butch Stone) (von Headhunter)
3. Ballroom Blitz (4:00) (Michael Chapman/Nicky Chinn) (von The Blitz)
4. Headhunter (4:30) (von Arb/von Rohr/Storace/Stone) (von Headhunter)
5. American Woman (3:37) (Randy Bachman/Burton Cummings/Jim Kale/Garry Peterson) (von One Vice at a Time)
6. School’s Out (3:15) (Alice Cooper/Glen Buxton/Michael Bruce/Dennis Dunaway/Neal Smith) (von Change of Address)
7. Stayed Awake All Night (4:44) (Bachman) (von Headhunter)
8. Long Stick Goes Boom (5:15) (von Arb/von Rohr/Storace) (von One Vice at a Time)
9. Hot Shot City (3:46) (Tommy Keiser/Jeff Klaven/Storace/Mark Kohler) (von Change of Address)
10. Screaming in the Night (6:38) (von Arb/von Rohr/Storace/Stone/Kohler) (von Headhunter)

### Coverversionen
- „Ballroom Blitz“ ist eine The-Sweet-Coverversion. Das Lied wurde ursprünglich 1973 auf der gleichnamigen Single „Ballroom Blitz“ veröffentlicht.
- „American Woman“ ist eine The-Guess-Who-Coverversion. Das Lied wurde ursprünglich 1970 auf dem gleichnamigen Album The Guess Who veröffentlicht.
- „School’s Out“ ist eine Alice-Cooper-Coverversion. Das Lied wurde ursprünglich 1972 auf dem gleichnamigen Album School’s Out veröffentlicht.
- „Stayed Awake All Night“ ist eine Bachman-Turner-Overdrive-Coverversion. Das Lied wurde ursprünglich 1973 auf dem Album Bachman-Turner Overdrive veröffentlicht.

## Besetzung

### One Vice at a Time
Gesang: Marc Storace
Leadgitarre: Fernando von Arb
Rhythmusgitarre: Mark Kohler
Bass, Percussion: Chris von Rohr
Schlagzeug: Freddy Steady

### Headhunter
Gesang: Marc Storace
Leadgitarre: Fernando von Arb
Rhythmusgitarre: Mark Kohler
Bass, Percussion: Chris von Rohr
Schlagzeug: Steve Pace

### The Blitz
Gesang: Marc Storace
Leadgitarre, Rhythmusgitarre: Fernando von Arb
Bass: Mark Kohler
Schlagzeug: Jeff Klaven

### Change of Address
Gesang: Marc Storace
Leadgitarre: Fernando von Arb
Rhythmusgitarre: Mark Kohler
Bass: Tommy Keiser
Schlagzeug, Percussion: Jeff Klaven